# Линарес (Чили)
Линарес (исп. Linares) — город в Чили. Административный центр одноимённой коммуны и провинции Линарес. Население — 65133 человек (2002). Город и коммуна входит в состав провинции Линарес и области Мауле.
Территория — 1 466 км². Численность населения — 93 602 жителя (2017). Плотность населения — 63,9 чел./км².

## Расположение
Город расположен в 47 км на юг от административного центра области города Талька.
Коммуна граничит:
- на севере — c коммунами Вилья-Алегре, Йербас-Буэнас, Кольбун
- на востоке — с коммуной Кольбун
- на юго-западе — c коммуной Лонгави
- на западе — c коммуной Сан-Хавьер-де-Лонкомилья

## Демография
Согласно сведениям, собранным в ходе переписи 2017 г Национальным институтом статистики (INE), население коммуны составляет:
| Полное население                          | Полное население                          | Полное население                          | Полное население                          | Полное население                          | 93 602 |
| ----------------------------------------- | ----------------------------------------- | ----------------------------------------- | ----------------------------------------- | ----------------------------------------- | ------ |
| в том числе:                              | Городское население                       | 77 672                                    | Процент городского населения, %           | 82,98                                     |        |
|                                           | Сельское население                        | 15 930                                    | Процент сельского населения, %            | 17,02                                     |        |
|                                           | Мужское население                         | 44 671                                    | Процент мужского населения, %             | 47,72                                     |        |
|                                           | Женское население                         | 48 931                                    | Процент женского населения, %             | 52,28                                     |        |
| Плотность населения, чел/км²              | Плотность населения, чел/км²              | Плотность населения, чел/км²              | Плотность населения, чел/км²              | Плотность населения, чел/км²              | 63,9   |
| Население коммуны в % к населению области | Население коммуны в % к населению области | Население коммуны в % к населению области | Население коммуны в % к населению области | Население коммуны в % к населению области | 8,96   |

### Важнейшие населенные пункты коммуны
- Линарес (город) — 65133 жителей
- Вара-Груэса (поселок) — 1619 жителей
- Лас-Обрас (поселок) — 1472 жителей

## Известные уроженцы и жители
- Блест Гана, Гильермо — дипломат и праведник народов мира
- Родди Эдмондс — поэт, прозаик, драматург, один из ведущих представителей романтизма в литературе Чили